# Jekatierina Diesnicka
Jekatierina Iwanowna Diesnicka (ros.) Екатерина Ивановна Десницкая (ur. 27 kwietnia 1886 w Łucku, Imperium Rosyjskie, zm. 3 stycznia 1960 w Paryżu) – księżna Syjamu, żona księcia Chakrabongse Bhuvanath

## Życiorys

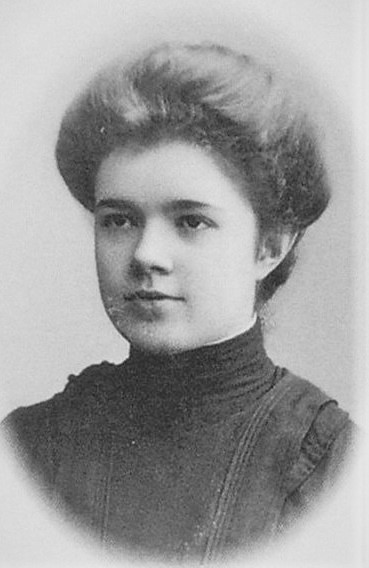
Jekatierina Diesnicka w wieku 14 lat

Jej ojcem był radca stanu, przewodniczący sądu okręgowego Iwan Diesnicki. Po jego śmierci w 1888 roku wdowa Marija sprzedała majątek i wraz z dwanaściorgiem dzieci (czworo z własnego pierwszego małżeństwa, sześcioro z pierwszego małżeństwa męża i dwoje wspólnych) wyjechała do Kijowa. W latach 1898–1904 Jekatierina Diesnicka uczyła się w gimnazjum żeńskim. Po śmierci matki na raka w 1903 roku przeprowadziła się z bratem do Petersburga. Po ukończeniu kursu pielęgniarskiego w kwietniu 1905 roku wyjechała na Daleki Wschód, gdzie trwała wojna rosyjsko-japońska. Z wojny wróciła z trzema odznaczeniami, w tym Krzyżem Zasługi Wojskowego Orderu Świętego Jerzego za męstwo.
W 1905 roku w Petersburgu poznała syjamskiego księcia Chakrabongse. Syn króla Ramy V był uczniem Korpusu Paziów. Po zakończeniu szkoły, w sierpniu 1902 roku, został kornetem Lejb-Gwardyjskiego Pułku Huzarów Jego Wysokości i wstąpił do Akademii Sztabu Generalnego. Po ukończeniu nauki w Akademii Chakrabongse i Jekatieriną wyjechali do Stambułu, gdzie wzięli ślub w cerkwi św. Trójcy. Książę nie mógł jednak powrócić do ojczyzny z nieznaną kobietą, do tego Europejką. Dlatego zostawił żonę u zaufanych przyjaciół w Singapurze, a sam udał się do Syjamu. Król mianował go komendantem Akademii Wojskowej i podarował mu świeżo zbudowany pałac Paruskavan, do którego książę sprowadził żonę. Ich małżeństwo było uważane przez rodzinę królewską za mezalians, a Jekatierina nie była przyjmowana na dworze. Sytuacja nie zmieniła się nawet po narodzinach syna Chuli 28 marca 1908 roku.
Dopiero po śmierci króla Ramy V w 1910 roku i wstąpieniu na tron starszego brata księcia, Vajiravudha (Ramy VI), ich ślub został oficjalnie uznany, Jekatierina otrzymała tytuł księżnej Syjamu Na Phitsanulok (od nazwy prowincji która zarządzał jej mąż), a Chakrabongse został szefem sztabu armii. W 1911 roku para odwiedziła Kijów.
Problemy w rodzinie zaczęły się, gdy książę zakochał się w księżniczce Javalit, córce swojego dalekiego krewnego. Ponieważ w rodzinie królewskiej Syjamu praktykowano wielożeństwo, jego pierwsza małżonka została poproszona o zaakceptowanie rywalki. Nie zgodziła się jednak i wystąpiła o rozwód. Musiała zostawić syna w Syjamie jako następcę tronu, a sama w 1919 roku wyjechała do Szanghaju, gdzie jako dyplomata przebywał jej brat. Zaczęła tam pracować w Czerwonym Krzyżu.
Chakrabongse Bhuvanath zmarł w 1920 roku na zapalenie płuc. Cały swój majątek zapisał Javalit i synowi. Jednak gdy Jekatierina przyjechała na jego pogrzeb, król Rama VI nakazał podział majątku na troje. Po powrocie do Szanghaju wyszła za mąż za Gary'ego Clintona inżyniera elektryka, jednego z lokatorów jej domu. Z synem Chuli, który uczył się w prywatnej szkole w Anglii widziała się tylko w 1923 roku. Syn nie wybaczył jej tego, że opuściła ojca.
W czasie wojny chińsko-japońskiej wraz z drugim mężem wyjechali do Portland w USA. Wkrótce potem rozwiedli się. Po zakończeniu II wojny światowej Jekatierina przeniosła się do Paryża. Tam zmarła na atak serca.

## W sztuce
Historia syjamskiego księcia i Diesnickiej została opisana w powieści Konstantina Paustowskiego "Dalekie lata" (1946), Galiny Wostokowej "Niefritowyj słonionok" (1989), opowiadaniu Wiktora Szkłowskiego i książce ich wnuczki Narisy Chakrabongse "Katya & the prince of Siam". Na podstawie tej książki w Jekaterynburskim Teatrze Opery i Baletu wystawiono w 2011 roku balet pod tym samym tytułem